# Japanomesosa
Japanomesosa is een kevergeslacht uit de familie van de boktorren (Cerambycidae). De wetenschappelijke naam van het geslacht werd voor het eerst geldig gepubliceerd in 2007 door Yamasako & N. Ohbayashi.

## Soorten
Japanomesosa is monotypisch en omvat slechts de volgende soort:
- Japanomesosa poecila (Bates, 1884)